# 吴刚 (足球运动员)
吴刚（1967年9月30日—），已退役的中国足球运动员，司职后卫，曾效力于山东鲁能泰山队。

## 职业生涯

### 俱乐部
- 1987年进入山东队征战甲A联赛。
- 1994年职业联赛开始后代表山东鲁能泰山及其前身济南泰山征战职业联赛，是球队主力中后卫。于1998年底退役。